# Равський повіт
Равський повіт (пол. powiat rawski) — один з 21 земського повіту Лодзинського воєводства Польщі. Утворений 1 січня 1999 року в результаті адміністративної реформи.

## Загальні дані
Повіт знаходиться у східній частині воєводства. Адміністративний центр — місто Рава-Мазовецька. Станом на 1.01.2008 населення становить 49 286 осіб, площа 646,19 км².

## Демографія
Демографічні дані повіту станом на 30.06.2005:
|       | Всього | Всього | Жінки  | Жінки | Чоловіки | Чоловіки |
| ----- | ------ | ------ | ------ | ----- | -------- | -------- |
|       | осіб   | %      | осіб   | %     | осіб     | %        |
| Повіт | 49 587 | 100    | 25 048 | 50,5  | 24 539   | 49,5     |
| Міста | 20 973 | 100    | 10 855 | 51,8  | 10 118   | 48,2     |
| Села  | 28 614 | 100    | 14 193 | 49,6  | 14 421   | 50,4     |